# Melchor Guaspe
Melchor Guaspe (n. Mallorca, España - f. Chihuahua, Chihuahua). Fue un personaje histórico de origen español asentado en México, que destacó como el alcaide de la prisión en donde estuvo encarcelado Miguel Hidalgo y Costilla en Chihuahua.
Melchor Guaspe era originario de la isla de Mallorca, durante su juventud fue marino, para posteriormente asentarse definitivamente en el Virreinato de la Nueva España, particularmente en la entonces villa de San Felipe de Chihuahua, en Chihuahua se dedicó al comercio y ocupó diversos encargos del gobierno, por sus conocimientos de marinería fue comisionado y logró izar a su lugar las campanas de la hoy Catedral de Chihuahua.
En 1811 y tras ser aprehendido en Acatita de Baján, llegó a la villa de Chihuahua Miguel Hidalgo y Costilla, iniciador de la Guerra de Independencia de México para ser sometido a juicio, fue encarcelado en lo que había sido el colegio de los jesuitas de San Felipe y en la actualidad es el Palacio de Gobierno de Chihuahua, Melchor Guaspe fue designado entonces alcaide de la prisión, cuyo único prisionero era Hidalgo. Tanto Melchor Guaspe como el principal carcelero de la prisión, el soldado Miguel Ortega, respetaban a Hidalgo por su condición de sacerdote y con el tiempo establecieron una relación de amistad con él, Melchor Guaspe procuró hacer más llevadera la prisión de Hidalgo proporcionándole mejores alimentos que mandaba traer de su casa, haciéndole compañía y conversando con él y permitiendo que le fueran entregados objetos como un violín o libros, en agradecimiento, la noche antes de ser fusilado, Hidalgo escribió con un carbón en la pared de su prisión un poema dedicado a Guaspe y otro a Ortega, el de Guaspe decía:

Melchor, tu buen corazón
ha adunado con pericia
lo que pide la justicia,
[verso perdido]
y exige la compasión;

Das consuelo al desvalido
en cuanto te es permitido,
partes el postre con él
y agradecido Miguel
te da las gracias rendido
Miguel Hidalgo y Costilla, en los muros de su celda en Chihuahua, 30 de julio de 1811

Tras el fusilamiento de Hidalgo, Melchor Guaspe retornó a sus actividades privadas, y al consumarse la Independencia de México en 1821 fue reconocido por su servicio y comportamiento con Miguel Hidalgo, siendo homenajeado por las nuevas autoridades, en 1825 al decretarse la expulsión de todos los españoles del país, Melchor Guaspe fue expresamente excluido de él y en reconocimiento a sus servicios le fue confirmada la nacionalidad mexicana, permaneciendo en la ciudad de Chihuahua hasta su fallecimiento a la edad de 74 años.
En la actualidad una avenida de la ciudad de Chihuahua lleva su nombre.